# Orgelmuseum Fleiter
 Orgelmuseum Fleiter is een  museum dat gewijd is aan toetsinstrumenten in de Duitse stad Münster, in het stadsdeel Nienberge.

## Museum
Het museum werd in 1984 opgericht door Orgelbouwbedrijf Fleiter (Duits: Orgelbau Fleiter oHG). Het pronkstuk van de collectie is een orgel gebouwd door Friedrich Fleiter (1836-1924) zelf, uit 1880, maar ook een replica van een waterorgel, een Sheng en een Wurlitzer theater orgel uit 1924 maken deel uit van de collectie.